# Batteridæk
Et batteridæk er betegnelsen på det eller de dæk på et sejlskib, hvor der er anbragt kanoner. Kanonerne kan føres ud gennem åbninger i skibssiden kaldet kanonporte. I tilfælde af, at der var flere batteridæk, hvilket kun fandtes på linjeskibene, var kanonerne med de største kalibre anbragt på nederste dæk for ikke at påvirke skibets stabilitet for meget. Linjeskibe havde to eller tre batteridæk. Desuden kunne der være anbragt kanoner på bakken, lige som der kunne være anbragt mindre kanoner som svingbasser på rælingen og i mærsene. Batteridækkene fungerede også som beboelse for skibsbesætningen, idet hængekøjer var ophængt mellem kanonerne, lige som borde og bænke var opstillet der. 
Selv om der kunne være kanoner på det øverste dæk, blev det på mindre skibe med kun ét batteridæk, ikke omtalt som batteridækket.